# 向日町郵便局
向日町郵便局（むこうまちゆうびんきょく）は京都府向日市にある郵便局。民営化前の分類では集配普通郵便局であった。

## 概要
住所：〒617-8799 京都府向日市上植野町馬立6-1

## 沿革
- 1873年（明治6年）12月 - 向日町郵便取扱所として開設[1]。
- 1875年（明治8年）1月1日 - 向日町郵便局（五等）となる。
- 1885年（明治18年）8月16日 - 貯金取扱を開始。
- 1891年（明治24年）12月1日 - 為替取扱を開始。
- 1896年（明治29年） - 小包取扱を開始[2]。
- 1902年（明治35年）11月16日 - 向日町郵便電信局となる。
- 1903年（明治36年）4月1日 - 通信官署官制の施行に伴い向日町郵便局となる。
- 1918年（大正7年）11月1日-3日 - 特別給与の不払いを理由に傭員ストライキが起こる。山崎郵便局長の仲裁により和解終結[2]。
- 1946年（昭和21年）8月1日 - 特定郵便局から普通郵便局に局種別改定[3]。
- 1948年（昭和23年）12月 - 火災により局舎焼失。翌1949年（昭和24年）5月に、新局舎を起工[2]。
- 1963年（昭和38年）3月3日 - 電話通話事務および和文電報受付事務を開始[4]。
- 1998年（平成10年）9月1日 - 外国通貨の両替および旅行小切手の売買に関する業務取扱を開始。
- 2007年（平成19年）10月1日 - 民営化に伴い、併設された郵便事業向日町支店に一部業務を移管。
- 2012年（平成24年）10月1日 - 日本郵便株式会社の発足に伴い、郵便事業向日町支店を向日町郵便局に統合。

## 取扱内容
- 郵便、印紙、ゆうパック、内容証明
- 貯金、為替、振替、振込、国際送金、外貨両替・トラベラーズチェック、国債、投資信託
- 生命保険、バイク自賠責保険、自動車保険
- ゆうちょ銀行ATM
- 「617-00xx」（向日市内全域)および「617-08xx」区域(長岡京市内全域）の集配業務
- ゆうゆう窓口

## 周辺
- 京都府乙訓総合庁舎
- 向日町警察署
- 長岡京大極殿跡
- 小畑川

## アクセス
- 阪急京都線 西向日駅から徒歩約6分
- 阪急バス 向日町郵便局前停留所下車
- 名神高速道路 京都南ICから西へ、もしくは大山崎ICから北へそれぞれ約5km
- 京都縦貫自動車道 沓掛ICから南東へ約6km
- 駐車場あり：6台